# Frederik Adolph Uldall
Frederik Adolph Uldall (1. oktober 1806 på herregården Espe ved Korsør – 4. marts 1873) var en dansk læge, søn af generalkrigskommissær Johan Frederik Uldall og Maria Dorothea f. Købke.
Dimitteret fra Borgerdydskolen i Kjøbenhavn 1825 tog han 1830
først den kirurgiske, derpaa den medicinske Examen, fungerede
de følgende Aar som medicinsk Kandidat paa Frederiks Hospital,
var fra 1833 praktiserende Læge i Kjøbenhavn, fra 1834
Distriktslæge paa Christianshavn. 1833 erhvervede han sig baade
Licentiat- og Doktorgraden i Medicin. 1836 blev han Stadsfysikus i
Fredericia og Læge ved Byens Sygehus, som han fik oprettet. 1843
udnævntes han til Landfysikus i Sjællands nordre Fysikat, hvorfra
han tog sin Afsked 1871 paa Grund af Svagelighed. Derefter
privatiserede han paa Frederiksberg indtil sin Død.
1852 var han bleven Justitsraad, 1868 Etatsraad. Han ægtede
27. Sept. 1835 Elisabeth Johanne Sick (f. 30. Dec. 1809 d. 21. Marts
1900), Datter af Sekretær i det udenrigske Departement,
Legationsraad Christian Frederik Sick.
I sin Virksomhed som privat Læge og som Embedslæge var
han højt skattet for sin store Pligtfølelse, sin Samvittighedsfuldhed
og Humanitet. Men han har desuden indlagt sig betydelig
Fortjeneste ved sin omfattende litterære Virksomhed paa
Sundhedspolitiets og Medicinallovgivningens Omraade. Den af ham udgivne
Række Hjælpemidler og Haandbøger i denne Retning udmærke sig ved Nøjagtighed og Paalidelighed og have derfor ogsaa vundet
megen Paaskjønnelse, saaledes hans «Haandbog i den gjældende
Medicinallovgivning for Danmark» (1835), «Danmarks gjældende
civile Lovgivning angaaende Apothekervæsenet» (1835), «Haandbog
i den gjældende militære Medicinallovgivning for Danmark» (1836),
«Haandbog i Sundhedspolitiet med særligt Hensyn paa Danmark,
udarbejdet for Læger og Jurister» (1840) -- et af Lægeselskabet
Philiatrien kronet Prisskrift -- og endelig hans sidste Skrift, det
stadig meget benyttede «Den civile Medicinallovgivning i
Kongeriget Danmark med nordlige Bilande og Kolonier» (I-II 1863,
III 1873). En Særstilling i hans Produktion indtager det af
Sundhedskollegiet kronede Prisskrift: «Statistisk Fremstilling og kritisk
Sammenligning af tyve Staters Medicinalforfatninger med særligt
Hensyn til den danske samt Ideer til dennes Reform» (I-II 1844).
De Reformforslag, han heri fremsatte, mødte stærke Indsigelser i
hin, den unge Liberalismes Tid paa Grund af deres fremtrædende
bureaukratiske Tendens.